# Achaemenes splendens
Achaemenes splendens är en insektsart som beskrevs av Synave 1956. Achaemenes splendens ingår i släktet Achaemenes och familjen kilstritar. Inga underarter finns listade i Catalogue of Life.